# Thomas Stewart (baryton-basse)
Pour les articles homonymes, voir Stewart et Thomas Stewart.
Thomas Stewart (né le 29 août 1928 à San Saba, Texas, États-Unis, mort le 24 septembre 2006 à Rockville dans le Maryland) est un chanteur d'opéra américain (baryton-basse).

## Biographie
Il étudie le chant à la Baylor University, puis à la Juilliard School de New York (avec Mack Harrell), où il débute dans Capriccio (rôle de La Roche) de Richard Strauss, pour la première américaine de cet opéra en 1954. Il entre ensuite au New York City Opera et au Lyric Opera de Chicago, puis grâce à une bourse Fulbright obtenue en 1957, il part, avec son épouse Evelyn Lear, en Europe où il chante à la Deutsche Oper de Berlin en 1958 le rôle de Escamillo dans Carmen, puis le rôle-titre de Don Giovanni. En 1960 il débute sur la scène du Royal Opera House de Covent Garden (Escamillo), ainsi qu'au Festival de Bayreuth, où il chante Amfortas, Donner, Wotan, le Hollandais, Gunther, Wolfram, le Héraut jusqu'en 1975. Sa carrière devenue désormais internationale, il chante au Metropolitan Opera de New York à partir de 1966 (Kurwenal, Sachs, mais aussi Falstaff, les grands rôles straussiens, se produisant dans « presque 200 représentations entre 1966 et 1993 »), à l'Opéra de Paris en 1967 (Wotan), au Festival de Pâques de Salzbourg de 1967 à 1973 (Wotan, Gunther), à San Francisco en 1971, aux Chorégies d'Orange (Jokanaan en 1974, le Hollandais en 1980). Il fut un des grands barytons lyriques de son époque, l'ampleur de sa voix lui permettant d'incarner les grands rôles dramatiques. Il se consacre également au concert et à l'oratorio. Après ses adieux à la scène, il participe à la promotion de jeunes chanteurs wagnériens.
Thomas Stewart est l'un des meilleurs chanteurs wagnériens des années 1960. Sans avoir la puissance d'émission ni l'autorité de ses aînés Hans Hotter, George London ou Ferdinand Frantz, sa voix se distinguait par la clarté de son timbre, la netteté de sa diction et son approche toujours lyrique et noble de ses rôles, notamment Wotan, mais aussi Sachs, d'une noblesse et d'une humanité peu communes, comme en témoigne l'enregistrement de 1967 dirigé par Rafael Kubelik.
Son épouse depuis 1955, Evelyn Lear, soprano, lui survécut jusqu'au 1er juillet 2012.

## Discographie sélective
- Richard Wagner : Parsifal (Amfortas), avec Hans Knappertsbusch (1964), et avec Pierre Boulez (1970)
- Richard Wagner : Les Maîtres Chanteurs de Nuremberg (Hans Sachs), avec Rafael Kubelik (1967)
- Richard Wagner :  La Walkyrie (Wotan) (1967), Siegfried (Der Wanderer) (1969), Le Crépuscule des dieux (Gunther) (1970), avec Herbert von Karajan
- Richard Wagner : Le Vaisseau fantôme (le Hollandais), avec Karl Böhm (1971)
- Richard Wagner : Lohengrin (Telramund), avec Rafael Kubelik (1971)